# Hadronyche infensa
Hadronyche infensa là một loài nhện trong họ Hexathelidae. Loài này phân bố ở Queensland và New South Wales.